# Кхиеу Каньярит
Кхиеу Каньярит (род. 13 сентября 1951, Пномпень) — камбоджийский государственный деятель, министр информации Камбоджи с 14 июля 2004 года. Член Народной партии Камбоджи.

## Биография
Кхиеу Каньярит родился 13 сентября 1951 года в Пномпене в семье Кхиеу Тхан (отец) и Лор Лиенгхорн (мать). Там же окончил начальную школу и высшую школы. В 1970 году поступил на факультет экономики и права Университета Пномпеня.
В 1981 году впервые избран в качестве депутата Национальной ассамблеи (парламента) Камбоджи. Заместитель председателя Союза журналистов Камбоджи (1985—1990). Главный редактор журналов «Кампучия» (1979—1990) и «Солидарность» (1990—1991). В 1990 году был арестован по подозрению в диссидентской деятельности против режима Хенг Самрина, однако вскоре был освобожден. В 1991 году был назначен советником премьер-министра Хун Сена, с 1993 по 1994 год занимал пост министра информации.
Владеет французским и английским языками.